# Spéléologie en Tunisie
La spéléologie en Tunisie est une activité sportive qui a émergé à la fin des années 1970. De nos jours, elle connaît une expansion à travers le territoire en suscitant l'adhésion de pratiquants de tout âge et de toute catégorie socio-culturelle.
La Tunisie a une plateforme géologique adaptée à cette pratique et possède plusieurs sites (grottes, gouffres, etc.) répartis sur tout le territoire tunisien.

## Pratique

### Histoire
Le premier rapport sur les grottes tunisiennes date des années 1880. Édouard-Alfred Martel, considéré comme le fondateur de la spéléologie moderne, a été la première source d'information sur les explorations des grottes, y compris sur l'île tunisienne de La Galite.
C'est à partir des années 1920 qu'une réelle activité spéléologique voit le jour en Tunisie. De nombreuses grottes sont découvertes et ce jusqu'à la fin du protectorat français et l'indépendance de la Tunisie en 1956. Mais les quelques rapports sur les régions karstiques ainsi que sur les grottes découvertes à cette époque sont perdus avec la destruction des archives nationales.
Entre 1951 et 1960, un groupe spéléologique affilié au Club alpin français est actif en Tunisie. Cette équipe prospecte activement dans le djebel Zaghouan puis les secteurs de Béja, Téboursouk et le djebel Serj. En septembre 1969, la Société spéléologique d'Avignon lève la topographie de la grotte de la Mine et découvre la deuxième grande salle (salle Habib-Bourguiba).
De 1976 à 1979, Jean-Jacques Lopiteau (géographe du groupe spéléologique du Havre), résident en Tunisie, mène plusieurs campagnes de prospections en solitaire sur 17 massifs du pays. Sa publication, La Tunisie spéléologique, est la première synthèse spéléologique du pays.
C'est vers la fin des années 1970 qu'on a vu la naissance des premiers clubs tunisiens de spéléologie, le Spéléo Club de la maison de jeunes de Bizerte et le Spéléo Club de la maison de jeunes de Zaghouan.
C'est vers la fin des années 1970 que les premiers clubs tunisiens de spéléologie sont créés. Le Club spéléologique de Bizerte (CSB) voit le jour en 1977 au sein de la maison des jeunes de Bizerte, sous l'impulsion de Christian Certin et Lotfi Ghattas, avant d'être intégré au sein du club de l'Association Jeunes Science de Tunisie (AJST) à Bizerte. La spéléologie tunisienne connaît une intense activité, notamment avec la découverte de nouvelles grottes aux environs de Joumine dans le gouvernorat de Bizerte. Le club est aussi présent au huitième congrès international de spéléologie organisé par l'Union internationale de spéléologie (UIS) à Bowling Green (États-Unis) en 1981.
C'est lors d'un stage de formation, organisé par le club bizertin en 1983 avec l'aide de la Fédération française de spéléologie, que viennent participer, outre les membres du club, des animateurs appartenant à des maisons de jeunes d'autres gouvernorats du pays, notamment Kamel Gmaty, fondateur du Club spéléologique de Zaghouan. Ce stage permet aux deux clubs de s'enrichir non seulement sur le plan de la formation mais aussi grâce au don de matériel fourni par la fédération française.
Vers 1986, toute activité spéléologique tunisienne cesse après la perte par le club bizertin de son local, de ses archives et de son matériel. En 1988, un jeune membre du club, Mohsen Khammar, aidé d'une bande d'amis formée de huit étudiants, relance l'activité à Bizerte et cherche à répandre la spéléologie dans tout le pays. C'est grâce à leurs efforts qu'une grande partie du matériel a pu être récupéré et un nouveau club lancé au sein de la maison des jeunes de Bizerte. S'ils parviennent pour un certain temps à faire revivre le club de l'ASJT à Bizerte, leur grand apport est d'assurer la continuité de l'activité spéléologique en formant une nouvelle génération de jeunes spéléologues et de relancer les sorties spéléologiques. En 1994, Khammar, connaissant l'existence du matériel spéléologique à la maison des jeunes de Zaghouan, s'y déplace et relance la spéléologie dans cette ville en formant de nouveaux jeunes qui figureront parmi les meilleurs spéléologues tunisiens, notamment Mohamed Kacem, qui devient le délégué de la Tunisie auprès de l'UIS, et Mohamed Khomsi, devenu président du club. Adel Hachani prend quant à lui les choses en main à Bizerte en enrichissant le club par l'acquisition de nouveau matériel, la formation de jeunes et en multipliant les sorties spéléologiques. Il a aussi l'idée de lancer un nouveau club au sein même de la faculté des sciences de Bizerte en 2000 ; ceci constitue la naissance de la spéléologie scientifique tunisienne.
Entre 1998 et 2000, plusieurs expéditions ont lieu dans les massifs du djebel Zaghouan et du djebel Serj avec le club belge de Speleo Hades ; elles sont marquées par 25 premières rien que dans le massif du djebel Zaghouan, avec un nouveau record de profondeur (avec 269 mètres).
L'idée de répandre la spéléologie en Tunisie et d'augmenter le nombre des spéléologues pousse le club à créer un deuxième club à la maison des jeunes de Metline en 2002, puis un troisième au centre de formation de Houmt Souk à Djerba en 2003. En 2005, Taoufik Hachani, vice-délégué de la Tunisie au sein de l'UIS, fonde également un club à la maison des jeunes d'Oued Ellil. L'activité spéléologique ne cessant de se développer, Khammar lance l'idée d'un congrès scientifique international coorganisé par les clubs de Bizerte et la faculté des sciences de Bizerte en mars 2009 : c'est le premier congrès scientifique de spéléologie organisé en Tunisie.
En 2011, Hassen Amri réalise Mina, un documentaire consacré à la grotte de la Mine. En 2012, un stage international de spéléo-secours est organisé à Zaghouan.

### Clubs
- Club spéléologique de Bizerte, fondé en 1977 par Lotfi Ghattas ;
- Club de spéléologie MJ Zaghouan, fondé en 1978 par Kamel Gmaty ;
- Club spéléologique de la faculté des sciences de Bizerte, fondé en 2000 par Mohamed Ouaked ;
- Club spéléologique de Metline, fondé en 2002 ;
- Association randonnée et environnement de Zaghouan, fondé en 2003 par Mohamed Tiouiri ;
- Club spéléologique de Djerba, fondé en 2003 par Wahida Bel Haj ;
- Club spéléologique d'Oued Ellil, fondé en 2005 par Taoufik Hachani ;
- Club spéléologique des scouts marins de Bizerte ;
- Association sport pour tous Zaghouan, avec sa section spéléologie, fondé en 2009 par Chaker Taieb ;
- Club de l'environnement et de spéléologie de Sfax, fondé en 2009 par Abderrahman Chakchouk ;
- Club spéléologique de la faculté des sciences de Tunis, fondé en 2009 par Myriam Ben Khedim ;
- Club spéléologique d'El Menzah VI, fondé en 2010 par Mohsen Khammar ;
- Club des recherches écologiques et de spéléologie de Siliana, fondé en 2010 par Mokhtar Zribi ;
- Association de spéléologie de Siliana, fondé en 2011 par Mokhtar Zribi ;
- Association de spéléologie de Zaghouan, fondé en 2011 par Mohamed Khomsi ;
- Association de spéléologie de Bizerte, fondé en 2011 ;
- Association Spéléo-Club de Tunis, fondé en juin 2012 par Mohsen Khammar et Zeyd Nouiri ;
- Pathfinder Spéléo-Club de Radès, fondé en 2012 par Anouar Ben Younes ;
- Sfax Outdoor Sports, fondé en 2012 par un comité présidé par Zaher Kammoun ;
- Les Aventuriers (association employant la spéléologie et d'autres sports de nature comme moyen de développement de potentiel), fondé en 2012 par Abderrahman Chakchouk et Hamdi Hdidar ;
- Association des sports de montagne et d’écologie, fondé en 2013 par un comité présidé par Anouar Ben Younes ;
- Les Aventuriers pour le développement de Siliana, fondé en 2014 par un comité présidé par Fakher Hammami ;
- Association de développent du tourisme culturel et environnmental à Testour, fondé en 2016 et présidé par Mohamed Sebti.

## Sites

### Grottes du djebel Serj

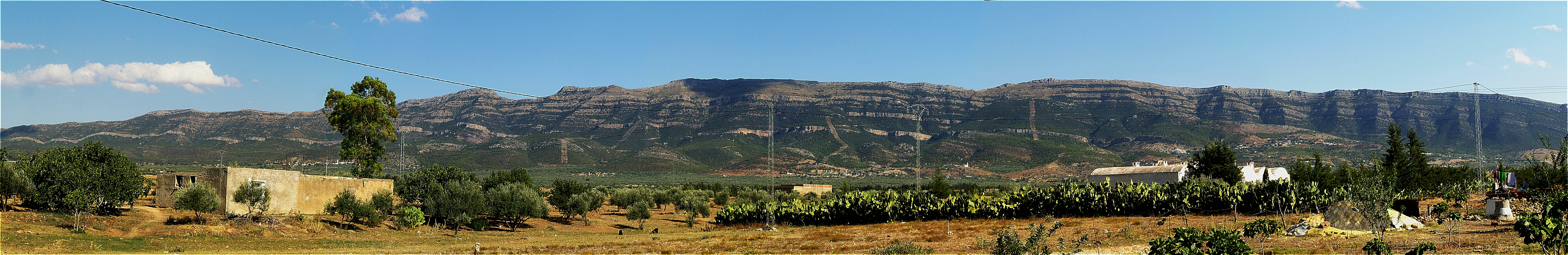
Panorama du versant septentrional du djebel Serj.

Les deux massifs du djebel Serj et du djebel Bargou, un haut lieu de la spéléologie en Tunisie, appartiennent aux plis de la dorsale tunisienne. Ils culminent respectivement à 1 357 mètres et 1 268 mètres et sont orientés sud - ouest et nord - est. Le premier d'entre eux est formé de deux crêtes parallèles séparées par une profonde entaille. Toute l'ossature du massif est formée par des terrains d'âge aptien dont les calcaires récifaux du sommet constituent la presque totalité des affleurements. Les flancs du djebel sont très accentués, formant ainsi une structure en pli coffré. On note par ailleurs l'existence d'un réseau de failles orthogonales.
Le site est intéressant, tant du point écologique qu'archéologique. Il s'y trouve des sources émergeant dans une végétation sauvage et des ruines romaines telles que celles du pont de Sidi Amara.
On y trouve un grand nombre de grottes, la plus importante d'entre elles étant la grotte de la Mine et la grotte d'Aïn Dhab.

#### Grotte de la Mine
Cavité découverte au début du XXe siècle, lors de l'exploitation de la mine désormais abandonnée, la grotte de la Mine est la grotte de tous les records tunisiens : record de développement avec 4 100 mètres et record de profondeur avec 425 mètres. Un précédent record de profondeur 335 mètres avait été battu en 2002.

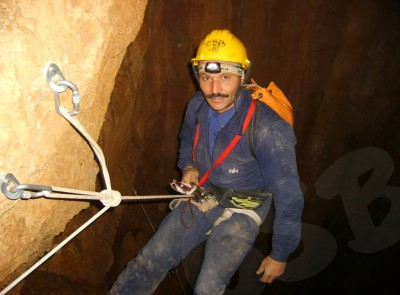
Grotte de la Mine.

La première entrée (artificielle) est située à une altitude de 926 mètres. L'accès s'effectue par une succession de puits sous forme de conduits dont la plupart sont d'origine minière, ce qui correspondait à des galeries en terme minier ; en fin de descente se trouve une échelle ayant vraisemblablement appartenu aux mineurs. Dès son entrée, la grotte apparaît comme une vaste salle très concrétionnée. Cependant, les stalactites et stalagmites importantes sont précisément localisées dans le secteur d'entrée. Ailleurs, la grande salle devient austère et d'énormes éboulis remplacent les concrétions. Les parois sont localement couvertes de buissons d'excentriques. La salle suit le pendage des couches puis se ferme sur une diaclase dans laquelle s'ouvre un puits. Elle mesure près de 150 mètres de long sur plus de 50 mètres de large. La voûte se situe parfois à 30 mètres du sol.
Le puits précédent (60 mètres) débouche à mi-parcours dans une nouvelle salle (vire à passer). Cette salle, qui ressemble beaucoup à la précédente, présente elle aussi quelques belles concrétions, quelques gours et une vasque. Elle se ferme sur une fissure remontante à deux mètres du sol. Elle abrite une importante colonie de chauves-souris et des montagnes de guano. Cette salle, portant le nom du premier président tunisien Habib Bourguiba, mesure plus de 200 mètres de long et 75 mètres de large ; la voûte se trouve par endroits à près de 40 mètres du sol.
Au débouché de la mine, dans la salle d'entrée, une paroi droite permet de pénétrer, après être descendu sur quarante mètres environ, dans une galerie remontante, à voûte en ogive et au sol encombré de blocs éboulés. Relativement étroite et concrétionnée dans une première partie, elle s'élargit ensuite jusqu'à près de 40 mètres pour finir sur la salle de la Paix.
Sous l'entrée de la mine, après avoir descendu franchement le talus d'éboulis, se découvre une galerie parcourue par un ruisseau. Il se perd très vite dans un puits, obstrué par des blocs. À l'amont se trouve une galerie d'abord assez large (cinq mètres et plus) qui se referme sur une chatière humide. Deux petites salles, une vasque et une cascatelle terminent le réseau pénétrable.
Un nouveau réseau est découvert en mai 2012 par l'Association de spéléologie de Zaghouan et l'Association sport pour tous Zaghouan. Son exploration permet de topographier plus de 1 600 mètres, battant ainsi le record de Tunisie de développement et de profondeur. Le réseau est constitué d'une succession de plusieurs salles dont la plus grande est la plus volumineuse est la salle Tanit avec 150 mètres de long sur 50 mètres de large sur 30 mètres de hauteur par endroits. L'expédition menée par ces deux clubs permet aussi de découvrir une entrée naturelle.

#### Grotte de Aïn Dhab
La grotte de Aïn Dhab est composée d'une succession, sur 3 kilomètres de long, de neuf salles pourvues de gours et de concrétions, d'une rivière souterraine et surtout de longues fistuleuses atteignant les six mètres,.

#### Grotte des Fossiles d'Or
La grotte des Fossiles d'Or doit son nom à la présence d'une énorme quantité de fossiles d'oursins, bivalves et bélemnites d'aspect jaunâtre, très probablement due au dépôt de sulfure de fer. Elle est située sur le versant sud-ouest du djebel Serj, à 830 mètres d'altitude, dans les environs du village de Kef Zriba ; l'entrée de la grotte se trouve au milieu d'une falaise de trente mètres de haut.

### Grotte de Nefza

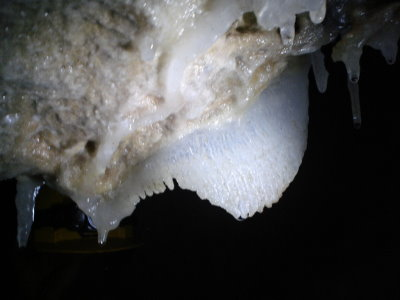
Draprerie.

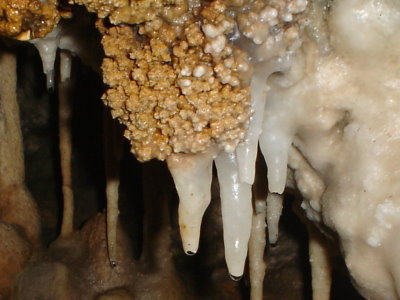
Stalactite.

La grotte de Nefza se situe dans le prolongement de la mine de Ghanguet Kef, au niveau du djebel El Damous qui culmine à environ 202 mètres. Ce dernier est formé par des terrains datant des âges du Crétacé maastrichtien, de l'Éocène et de l'Oligocène. À ces terrains est associé un gisement de zinc et de plomb.
La cavité, d'une longueur totale de 310 mètres pour 60 mètres de hauteur, se développe sur un accident tectonique : sa coupe transversale montre une forme générale de triangle avec une paroi occidentale rectiligne et une paroi orientale en forme d'escalier inversé. Une galerie de 30 mètres, couverte de concrétions concentriques à ovales, à environ huit mètres du sol, conduit vers une première salle qui mène à deux couloirs de 40 mètres de longueur, à niveaux différenciés, arrivant à une grande salle où se trouvent deux colonnes stalagmitiques et des excréments sous forme de guano de chauves-souris. Un étroit conduit mène vers une troisième salle abritant des concrétions et des excentriques. À ce niveau, la progression est bloquée par la présence d'un étroit conduit.

### Grottes de Joumine
La région de Joumine présente des terrains datant des âges du Trias et du Crétacé. Les grottes dans ce secteur sont situées plus précisément dans la région d'Errouaha. Les grottes se trouvent au droit de contacts normaux, particulièrement au niveau des terrains du Crétacé.
L'accès à la grotte d'El Blida s'effectue difficilement à partir d'un étroit conduit qui mène à une très petite salle débouchant dans la salle principale ; le passage entre ces deux salles s'effectue par l'intermédiaire d'un conduit en pente (environ 20°).
L'accès à la grotte de Bou Touil est pour sa part relativement facile, l'entrée s'effectuant à partir d'un conduit assez large duquel partent d'étroits couloirs secondaires. Il mène vers une grande salle présentant de belles stalactites et stalagmites ainsi que des colonnes. Un grand couloir remonte ensuite en pente raide (environ 45° à 50°) pour se terminer par un étroit passage qui arrête la progression. Cette grotte a fait l'objet d'une étude approfondie, notamment des analyses pétrographiques et minéralogiques réalisées sur de nombreux échantillons.

### Grotte de l'Ichkeul
La grotte de l'Ichkeul se situe dans le djebel Ichkeul (511 mètres) situé à une vingtaine de kilomètres de la ville de Bizerte, au sein du parc national de l'Ichkeul couvrant une superficie de 12 600 hectares dont un lac de 8 500 hectares. Les roches de calcaire dolomitique et de marbre datent du Trias et du Jurassique et se situent au-dessus d'un fossé d'effondrement. L'écoulement de l'eau est d'une telle importance qu'il a conduit à l'apparition de sources sulfureuses, aménagées pour le thermalisme, et à la formation de la grotte par dissolution du calcaire dolomitique.
La grotte elle-même présente une entrée étroite donnant accès à une vaste salle qui présente de grandes cassures sur sa longueur et des parois montrant plusieurs cavités. La salle est suivie d'un étroit couloir, formé par la paroi et les concrétions géantes de calcites, qui se termine par une cheminée de 32 mètres. Sur les côtés de la deuxième salle se trouvent des draperies, de petites stalactites et de jeunes stalagmites. La grotte étant bien aérée et éclairée, elle présente une faune diversifiée : chauves-souris, oiseaux et reptiles.